# Alfonsiella natalensis
Alfonsiella natalensis är en stekelart som beskrevs av Wiebes 1972. Alfonsiella natalensis ingår i släktet Alfonsiella och familjen fikonsteklar.
Artens utbredningsområde är Uganda. Inga underarter finns listade i Catalogue of Life.